# Fly Me to the Saitama
Fly Me to the Saitama (翔んで埼玉) és una pel·lícula de comèdia del Japó del 2019 dirigida per Hideki Takeuchi, basada en la sèrie de manga dels anys vuitanta del mateix nom escrita i il·lustrada per Mineo Maya.
Va ser llançat amb elogis de la crítica i va rebre 12 nominacions al 43ns Premis de Cinema de l'Acadèmia del Japó, portant-se a casa els de Director de l'Any, Guión de l'Any, i Millor Muntatge. També va guanyar el Millor pel·lícula als Blue Ribbon Awards. Amb una recaptació de 32,8 milions de dòlars, va ser la tretzena pel·lícula més taquillera del 2019 al Japó.

## Argument
A l'actual Saitama, els pares d'Aimi Sugawara la condueixen a la seva cerimònia de compromís. Els pares de l'Aimi estan molestos perquè Aimi planeja traslladar-se a Tòquio després del matrimoni perquè els residents de Tòquio fa temps que menyspreen els residents de Saitama. Per evitar discutir, passen l'estona escoltant el canal de ràdio local de Saitama  FM NACK5, que interpreta un drama suposadament històric sobre la lluita de Saitama per l'alliberament de l'opressió i la discriminació de Tòquio.
El drama radiofònic es desenvolupa quan Momomi Dannoura, el fill del governador de Tòquio, es troba amenaçat amb la seva condició social a l'institut Hakuhodo per l'arribada de Rei Asami, un estudiant masculí que viu als Estats Units. Inusualment per a una elit sofisticada de Tòquio, Rei ajuda els estudiants de la "Classe Z" de Saitama a l'escola secundària de Hakuhodo, que viuen en males condicions en una cabana situada fora del recinte principal del campus.
Momomi s'enamora de Rei, però es revela que Rei és un agent secret del "front d'alliberament de Saitama" enviat per ajudar a aconseguir l'alliberament de Tòquio infiltrant-se a l'elit de Tòquio. La veritable identitat de Rei és descoberta pel majordom de la família de Momomi, Akutsu, i Rei fuig per tornar a Saitama i unir-se al moviment d'alliberament. Momomi s'uneix a ell després de descobrir un complot de les elits de Tòquio per destruir la resistència de Saitama.
De fet, Akutsu era membre del Front d'Alliberament de Chiba, i mentre feia competències a Tòquio, també era hostil al Front d'Alliberament de Saitama. El Front d'Alliberament de Saitama i el Front d'Alliberament de Chiba s'enfronten a través del riu Edogawa prop del pont Nagareyama, a la frontera provincial de Saitama i Chiba. No obstant això, Momomi havia arribat a un assentament per endavant quan va descobrir un munt de lingots d'or al mont Akagi a la Gunma que havien estat acumulats il·legalment pels passats governadors de Tòquio. Els dos fronts van unir forces i van atacar Tòquio per alliberar-se. Rei i Momomi revelen el complot del pare de Momomi, allunyant-lo del poder i aconseguint l'alliberament de Saitama.
Finalment, Momomi i Rei comencen el "Pla de Saitamaització del Japó" del Duc Saitama, un pla per difondre en secret la "cultura poc destacada" de Saitama per tot el Japó.

## Repartiment

### Part de llegenda
- Fumi Nikaido com a Momomi Dannoura
- Gackt com a Rei Asami
- Masaki Kyomoto com el duc Saitama, pare de Rei i líder del "front d'alliberament de Saitama"
- Akaji Maro com a Sojuro Saionji, l'oncle de Rei
- Tsubasa Masuwaka (ciutat natal:prefectura de Saitama) com a Okayo, la criada de Rei
- Akira Nakao com a Kenzo Dannoura, pare de Momomi i governador de Tòquio
- Kumiko Takeda com a mare de Momomi
- Yusuke Iseya com Sho Akutsu, majordom de la família Dannoura i líder del "front d'alliberament de Chiba"
- Naoto Takenaka (ciutat natal:Prefectura de Kanagawa) com a governador de la prefectura de Kanagawa
- Ryō Katō com a estudiant de la "classe Z" a l'institut Hakuhodo
- Patrick Harlan com a narrador al principi

### Part present
- Haruka Shimazaki (ciutat natal: Prefectura de Saitama) com Aimi Sugawara
- Brother Tom (Ciutat natal: Prefectura de Saitama) com el pare d'Aimi
- Kumiko Aso (ciutat natal:prefectura de Chiba) com a mare d'Aimi
- Ryo Narita (ciutat natal: Prefectura de Saitama) com el promès d'Aimi

## Producció
Hiroki Wakamatsu (若松央樹) (Fuji Television), el productor d'aquesta pel·lícula, va treballar per primera vegada amb el director Hideki Takeuchi (武内英樹), el seu company de Fuji TV en aquell moment, i també amb el guionista Yuichi Tokunaga (徳永友一) durant la producció de Train Man (sèrie de televisió) (2005). Wakamatsu i Takeuchi havien treballat junts en drames populars de televisió japonesa com ara Nodame Cantabile (2006), però les seves oportunitats de treballar junts havien disminuït gradualment. Aleshores, quan Wakamatsu va ser transferit al departament de producció cinematogràfica de Fuji TV, va sorgir una oportunitat de col·laboració. Wakamatsu va proposar inicialment un còmic diferent com a obra original de la pel·lícula. Però Takeuchi va portar el manga de culte de Mineo Maya "Fly me to the Saitama 翔んで埼玉" (1982-1983), que estava amuntegat en una llibreria. 
El febrer de 2015, la filla gran de Maya, Marie Yamada, encarregada de les relacions públiques de Maya, va esmentar a les xarxes socials sobre el "Fly Me to the Saitama" que ja estava exhaurit. Aquest treball va fer que Takarajimasha la reimprimia el desembre de 2015, i es va convertir en un fenomen social i un auge sobtat, especialment a la prefectura de Saitama. Aquesta és la raó per la qual el manga de Maya es va amuntegar a les llibreries quan el director Takeuchi va intentar fer-ne una pel·lícula. Com que la història original estava inacabada, es necessitava un nou final per convertir-la en una pel·lícula.
Tot i que, des de la perspectiva del compliment, hi va haver fortes veus d'oposició a la producció d'aquesta pel·lícula dins de Fuji TV sobre la discriminació per a una àrea específica, la prefectura de Saitama. Per tant, la planificació d'aquesta pel·lícula va tenir dificultats. Al final, la producció va tenir llum verda després que el cap de Takeuchi i Wakamatsu decidís que la combinació de dos faria una pel·lícula interessant.
A causa del contingut boig d'aquesta pel·lícula, tant Wakamatsu com Takeuchi estaven extremadament preocupats perquè poguessin esclatar disturbis entre la gent de la prefectura de Saitama fins que s'estrenés la pel·lícula. Així, van crear una llista de preguntes i respostes previstes per atendre les queixes de la gent de la prefectura de Saitama i van distribuir la llista als departament rellevants a Fuji TV i Toei Company. Tanmateix, després de l'estrena de la pel·lícula, va resultar que aquestes preocupacions eren completament infundades. Gairebé no hi va haver queixes i, en canvi, la pel·lícula va rebre molts elogis per part de diverses persones de la prefectura de Saitama, dient coses com: "Han fet un gran treball!"

## Recepció

### Taquilla
El cap de setmana d'obertura va superar la taquilla japonesa amb 2,33 milions de dòlars. La pel·lícula havia recaptat 32,8 milions de dòlars al Japó el maig de 2019.. A finals del 2019, la pel·lícula havia recaptat 3.760 milions de iens, la qual cosa la va convertir en la vuitena pel·lícula nacional més taquillera del 2019 al Japó i la 13a pel·lícula més taquillera del 2019 al Japó en general.
L'11 de setembre de 2019 es va llançar en DVD i Blu-ray, va ocupar 43 setmanes acumulades i va assolir el segon lloc a la llista d'Oricon.

### Recepció crítica
Va ser elogiat per la crítica, ja que va rebre la majoria (12) nominacions als 43ns Premis de l'Acadèmia de Cinema del Japó, i va guanyar els de Director de l'Any, el Guión de l'Any i el Millor Muntatge, així com el Millor pel·lícula als Blue Ribbon Awards.
En una ressenya de 4⁄5 a The Japan Times, Mark Schilling va elogiar la pel·lícula per haver fet una història específica del Japó i per fer-la atractiva per als espectadors internacionals, i va destacar la capacitat de l'actriu principal Nikaido per moure's entre moments seriosos i humorístics en la seva interpretació de Momori Dannoura.

## Seqüela
El 10 d'agost de 2021 es va anunciar una seqüela. Presenta el personal principal i el repartiment que tornen per repetir els seus papers. La pel·lícula, titulada Tonde Saitama ~Biwako Yori Ai o Komete~ (o Fly Me to the Saitama II), es va estrenar als cinemes japonesos el 23 de novembre de 2023. El cap de setmana d'obertura també va superar la taquilla japonesa amb 2,77 milions de dòlars, amb un inici comercial millor que la pel·lícula anterior. Tanmateix, al final va recaptar menys, un total de 15 milions de dòlars, i en una ressenya de 3⁄5, Schilling va concloure que "...les llaminadures que fan semblen perillosament temptadores, però la seva pel·lícula, malauradament, no està preparada per a l'exportació". La pel·lícula va tenir la seva estrena nord-americana al 28è FanTasia el 23 de juliol de 2024.